# Tiberi Semproni Grac (sacerdot)
Tiberi Semproni Grac (en llatí Tiberius Sempronius Gracchus), va ser un sacerdot romà, probablement fill del cònsol Tiberi Semproni Grac II (Tiberius Sempronius TIB. F. C. N. Gracchus). Formava part de la gens Semprònia, i era de la família dels Grac, d'origen plebeu.
Va ser elegit àugur el 203 aC quan encara era molt jove i era poc freqüent per a un jove arribar a un col·legi sacerdotal. Va morir encara com àugur l'any 174 aC durant una plaga.